# John Hollis
Pour les articles homonymes, voir Hollis.
Bertie Wyn Hollis (connu comme John Hollis) est un acteur anglais, né le 12 novembre 1927 à Londres (quartier de Fulham), ville où il est mort le 18 octobre 2005.

## Biographie
Au cinéma, John Hollis contribue à quinze films, majoritairement britanniques ou en coproduction, depuis Casino Royale de Val Guest et autres (1967, avec David Niven et Peter Sellers) jusqu'à Superman 4 de Sidney J. Furie (1987, avec Christopher Reeve et Gene Hackman).
Entretemps, il joue dans Le Frère le plus futé de Sherlock Holmes de Gene Wilder (1975, avec le réalisateur et Marty Feldman), Star Wars, épisode V : L'Empire contre-attaque d'Irvin Kershner (film américain, 1980, avec Mark Hamill, Carrie Fisher et Harrison Ford) et Rien que pour vos yeux de John Glen (1981, avec Roger Moore interprétant James Bond, lui-même personnifiant Ernst Stavro Blofeld).
Pour la télévision, il apparaît dans trois téléfilms diffusés respectivement en 1958, 1995 et 1999 (dernier rôle à l'écran).
Mais surtout, il collabore à quarante-deux séries entre 1961 et 1996, dont Le Saint (deux épisodes, 1963-1967), Chapeau melon et bottes de cuir (quatre épisodes, 1963-1968, dont Les Cybernautes en 1965) et Doctor Who (épisode The Mutants, 1972).

## Filmographie partielle

### Cinéma
- 1967 : Casino Royale de Val Guest et autres : le moine Fred
- 1967 : Les Douze Salopards (The Dirty Dozen) de Robert Aldrich : l'adjudant allemand au château
- 1974 : Capitaine Kronos, tueur de vampires (Captain Kronos – Vampire Hunter) de Brian Clemens : le barman
- 1975 : Le Frère le plus futé de Sherlock Holmes (The Adventures of Sherlock Holmes' Smart Brother) de Gene Wilder : le sbire de Moriarty
- 1978 : Superman de Richard Donner : le quatrième membre du Conseil de Krypton
- 1980 : Star Wars, épisode V : L'Empire contre-attaque (Star Wars Episode V: The Empire Strikes Back) d'Irvin Kershner : Lobot, l'assistant de Lando
- 1980 : Flash Gordon de Mike Hodges : le deuxième observateur de Klytus
- 1980 : Superman 2 (Superman II: The Adventure Continues) de Richard Lester : le quatrième membre du Conseil de Krypton
- 1981 : Rien que pour vos yeux (For Your Eyes Only) de John Glen : Ernst Stavro Blofeld
- 1987 : Superman 4 (Superman IV: The Quest for Peace) de Sidney J. Furie : le troisième général russe

### Télévision
(séries)
- 1963-1967 : Le Saint (The Saint)
  - Saison 2, épisode 11 Le Saint joue avec le feu (The Saint Plays with Fire, 1963) de Robert S. Baker : West
  - Saison 5, épisode 16 Les Championnes (The Fast Women, 1967) de Leslie Norman : Maximillian Tordoff
- 1963-1968 : Chapeau melon et bottes de cuir, première série (The Avengers)
  - Saison 2, épisode 5 Warlock (1963) : Markel
  - Saison 4, épisode 5 Les Cybernautes (The Cybernauts, 1965) de Sidney Hayers : Sensai
  - Saison 5, épisode 12 Le Dernier des sept (The Superlative Seven, 1967) de Sidney Hayers : Kanwitch
  - Saison 6, épisode 9 Le Legs (Legacy of Death, 1968) de Don Chaffey : Zoltan
- 1972 : Doctor Who
  - Saison 9, épisode 4 The Mutants (parties 3 à 6) de Christopher Barry : Sondergaard